# المادانجا
المادانجا (الاسم العلمي: madanga) أو أبيض العين أصهب الحنجرة (بالإنجليزية: rufous-throated white-eye)‏، هو أحد أنواع الطيور التي تم تضمينها سابقا في عائلة الزوستيروبيد (Zosteropidae) ولكن الآن يتم اعتباره كعضو شاذ من فصيلة التمريات التي تتكون من طيور الجشنة وأبو فصادة. ويعتبر أحادي الطراز في جنسه، وله قرابة وثيقة مع جشنة الاشجار، يتوطن طائر المادانجا في الاماكن الرطبة والجبلية والغابات الاسوائية وشبه الاستوائية بالجزيرة الاندونيسية بورو. وتم وصف الطائر لأول مرة عن طريق اربع عينات تم جمعها في أبريل 1922 من منطقة واحدة في الجزء الغربي من الجزيرة، بالقرب من مستوطنة Wa Fehat، على ارتفاعات بين 820 متر (2690 قدم) و 1.500 متر (4900 قدم). تكررت هذه الملاحظات في اثنين من الطيور في ديسمبر كانون الأول عام 1995 في Wakeika، على ارتفاع 1460 متر (4790 قدم). وقد تم ملاحظة تغييرات في موطن الطيور في Wa Fehat أيضا في عام 1995. وقد شوهد الطائر في عدد قليل من الاماكن فقط كما أن مكان اقامته واعداده غير معروفه بشكل اكيد. وتم تقدير عدد الطيور بالمئات، ومكان الإقامة في منطقة تقدر بمئات الكيلوميترات المربعة من المناطق المتاحة في منطقة بورو فوق 1.200 متر (872 كيلومتر مربع) وفوق 1.500 متر (382 كيلومتر مربع); ويعتقد أن الطيور متفرقة في مكان الإقامة عوضا عن تشكيل مجموعات. ولان النوع يقتصر في انتشارة على جزيرة واحدة واقامته مهددة بسبب قطع الاشجار وانشطة الإنسان الأخرى، تم تصنيفه كطائر معرض للخطر عن طريق منظمة الاتحاد الدولي لحفظ الطبيعة عام 1996.
تأكل المادانجا على الارجح اللافقاريات الصغيرة المستخرجة من لحاء الاشجار. لدى الطائر الوان وخصائص جسمية تميزه عن باقي عائلة الزوستيروبيد، التي تفتقر إلى الحلقة البيضاء المميزة حول العين; وتتميز باصابع أطول، واجنحة وذيل بشكله المدبب.
ويشير تحليل الحمض النووي في عام 2015 ان هذا النوع له علاقه وثيقة بنوع الجشنة أكثر من نوع العيون البيضاء، كما أن بعض الجهات التصنيفية تميل الآن إلى اعتباره عضو في عائلة الموتاسيليد من النوع الفرعي الذي يحتوي على جنس الجشنة.